# Chung Woon
Đây là một tên người Triều Tiên, họ là Chung.
Chung Woon (tiếng Hàn: 정운; sinh ngày 30 tháng 6 năm 1989) là một hậu vệ trái bóng đá Hàn Quốc, hiện tại thi đấu cho Jeju United FC.

## Sự nghiệp câu lạc bộ
Chung Woon bắt đầu chơi bóng tại Trường Tiểu học Hakseong, gần với Ulsan Hyundai FC, qua trường Trung học Hyundai, trước khi vào Đại học Myongji ở Seoul. Anh được chọn trong đợt tuyển quân K League 2012 bởi Ulsan Hyundai như là một cầu thủ thay thế, khi thỉnh thoảng thay thế cho cầu thủ khác. Sự nghiệp của anh tại câu lạc bộ quê nhà chỉ kéo dài ở mùa giải 2012, không thể ra sân cho đội chính.
Anh đến Croatia đầu năm 2013 và vượt qua kì thử việc với đội bóng Prva HNL NK Istra 1961 từ Pula, ký bản hợp đồng 2,5 năm. Anh nhanh chóng thành lập bản thân mình thành cầu thủ ưu tiên ở hậu vệ trái, và cũng ít lần ra sân ở vị trí trung vệ và hậu vệ chạy cánh, và giữ vị trí đó đến đầu mùa giải 201314. Anh ra mắt ngày 23.2.2013 trong trận hòa không bàn thắng trên sân khách với NK Osijek, thay cho Adnan Aganović ở phút thứ 67, và ghi bàn thắng đầu tiên trong một trận đấu sân khách khác với cùng đội bóng vào ngày 18.8.2013, ghi bàn thắng thứ ba trong chiến thắng 1-3.
Sau hai năm tại Istra 1961, Woon chuyển đến RNK Split, cùng với đồng đội Slavko Blagojević, ký hợp đồng 3,5 năm.